# Head Up High
Albums de Morcheeba
Blood Like Lemonade
(2010) Blaze Away
(2018)
Singles
1. Gimme Your Love
Sortie : 15 juillet 2013
2. Make Believer
Sortie : 18 août 2014

Head Up High est le huitième album studio du groupe Morcheeba, sorti le 14 octobre 2013 sur le label PIAS.

## Listes des titres
| No  | Titre             | Durée |
| --- | ----------------- | ----- |
| 1.  | Gimme Your Love   | 4:50  |
| 2.  | Face of Danger    | 3:56  |
| 3.  | Call It Love      | 3:59  |
| 4.  | Under the Ice     | 3:40  |
| 5.  | I'll Fall Apart   | 2:06  |
| 6.  | Make Believer     | 3:41  |
| 7.  | Release Me Now    | 4:09  |
| 8.  | To Be             | 4:39  |
| 9.  | Hypnotized        | 4:03  |
| 10. | To the Grave      | 5:13  |
| 11. | Do You Good       | 3:33  |
| 12. | Finally Found You | 4:23  |

## Accueil critique
L'album a été considéré par la critique suisse et française comme un « retour [du groupe] à leurs racines trip-hop » fait pour plaire aux premiers fans du trio de Douvres, tandis que le critique de The Independent note au contraire un « élargissement de leur approche » incluant désormais à leurs fondamentaux musicaux plusieurs styles dont « le dancehall, le dubstep et des éléments rock. » 